# ブラオ空港
ブラオ空港（ブラオくうこう、英語: Burao Airport）は、ソマリランド共和国支配下のブラオに存在する空港。

## 概要
ブラオ空港はブラオのシティセンターから北東に1km以内に位置する。滑走路は1,500m（4,500フィート）のみが使用可能である。一時期閉鎖されていたが、2010年10月17日に再開港の式典が行われた。

## 就航航空会社
- ダーロ航空（ハルゲイサ、アディスアベバ、サヌア、ジブチ、ボサソ）